# Wantigga

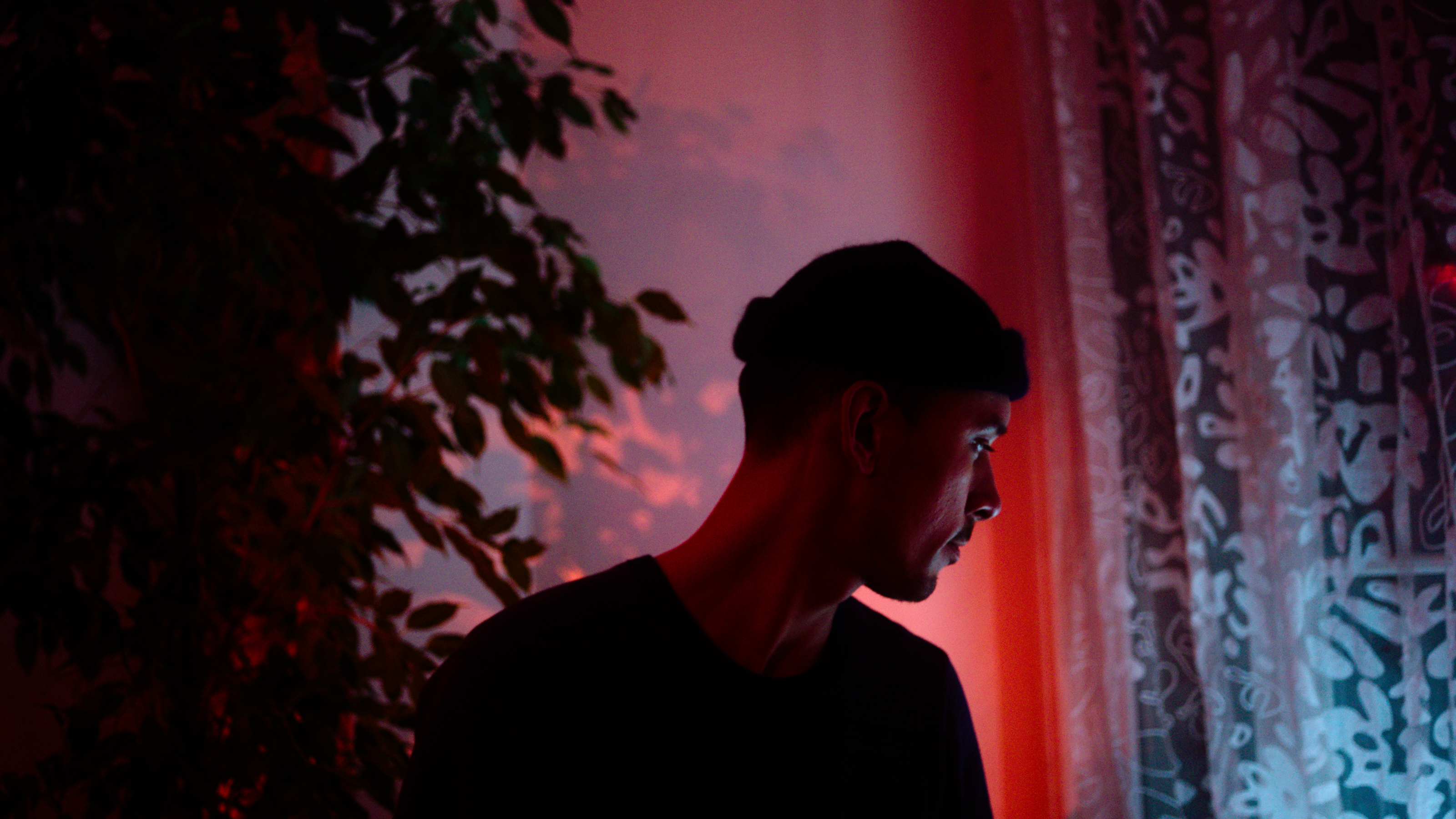
Wantigga in 2019

Wantigga, pseudoniem van Jonathan Andreas Tan, is een Nederlandse dj, producer en rapper. Onder het Franse label Roche Musique heeft Wantigga twee ep's uitgebracht. Daarnaast is hij werkzaam als producer voor artiesten als Damso. Wantigga was te zien op festivals als Lowlands, Tomorrowland, Pukkelpop, Down The Rabbit Hole en toert regelmatig in Europa en Azië.

## Biografie
Tan groeide op in Deventer in een Indisch gezin. Als zoon van een predikant van een pinkstergemeente kwam hij in aanraking met onder andere gospel. Op latere leeftijd verbreedde zijn aandacht naar de hiphop en de elektronische muziek en begon hij beats te maken voor zijn zelfgeschreven teksten.
De eerste release als producer was in 2008 op het Amsterdamse label Kindred Spirits met het producercollectief Javaanse Jongens, welke met lovende kritieken werd ontvangen. Jaren later werden zijn remixes op Soundcloud gesteund door artiesten als Aluna George, Maxwell en platformen als Soulection & HW&W. Door deze internationale aandacht begon Wantigga te toeren in Nederland, Europa en Azië en werd dj bij onder andere KLEAR.
In 2013 startte hij met Louis Bordeaux en K1 Kerbusch de hiphopformatie FATA, waarmee ze in de zomer van dat jaar de radiohit Geile donder uitbrachten.
Zijn eerste EP Pillow Talk met een viertal tracks verscheen in 2016 onder het Franse label Roche Musique. Het vervolg op dit project verscheen in 2018 met zijn tweede ep Suddenly Everything.
Voor de Belgische rapper Damso produceerde Wantigga de track "Lové" voor het album Ipséité. Het album behaalde in de Frankrijk de diamanten status, terwijl het nummer "Lové" platina kreeg.
In 2017 startte Wantigga een muziekopleiding in Deventer. Tevens werkt hij als docent op de Herman Brood Academie.